# 喬治敦 (印地安納州弗洛伊德縣)
喬治敦（英語：Georgetown）是一個位於美國印地安納州弗洛伊德縣的城鎮。

## 人口
根據2010年美國人口普查的數據，喬治敦的面積為5.35平方千米，當中陸地面積為5.30平方千米，而水域面積為0.05平方千米。當地共有人口2876人，而人口密度為每平方千米538人。